# 木村俊樹
木村 俊樹（きむら としき）は、日本の映画プロデューサー。元株式会社ステアウェイの代表であったが倒産。

## 人物
日本映画学校（現・日本映画大学）卒業。龍 一朗（りゅう いちろう）の名義で脚本も執筆している。

## 主な作品

### OV
- コスチューム・グルメ Tバックの花嫁（1992年）
- 飯島愛のギルガメッシュな関係（製作・1993年）
- HARDBOILED ハードボイルド（1997年）
- 喧嘩愚連隊（製作・1998年）

### 映画
- TVO TV OBSESSION（1991年）
- 武闘派仁義 全面抗争篇（1993年）
- 武闘派仁義（1993年）
- 武闘派仁義 完結篇（1994年）
- これがシノギや！（1994年）
- 新宿黒社会 チャイナ・マフィア戦争（1995年）
- 新・悲しきヒットマン（1995年）
- 第三の極道（1995年）
- 鬼火（1996年）
- 極道戦国志 不動（1996年）
- 極道黒社会 RAINY DOG（1997年）
- 日本黒社会 LEY LINES（1999年）
- DEAD OR ALIVE 犯罪者（1999年）
- DEAD OR ALIVE 2 逃亡者（2000年）
- 岸和田少年愚連隊 野球団〈岸和田少年野球団〉（2000年）
- 岸和田少年愚連隊 超特別篇 I had a dream（2000年）
- 漂流街 THE HAZARD CITY（2000年）
- DEAD OR ALIVE FINAL（2001年）
- 殺し屋1（2001年）
- Hong Kong Leg Pandora（2002年）
- Jam Films（2002年）
- 集団殺人クラブ（2003年）
- 集団殺人クラブ Returns（2003年）
- Jam Films S（エス）（2004年）
- 集団殺人クラブ GROWING（2004年）
- 集団殺人クラブ 最後の殺戮（2004年）
- ブラウス（2004年）
- 濡れた赫い糸（2005年）
- 机のなかみ（2006年）
- ラブレター 蒼恋歌（2006年）
- 青春☆金属バット（2006年）
- 魁!!男塾（2007年）
- 赤い文化住宅の初子（2007年）
- ノン子36歳（家事手伝い）（2008年）
- 戦闘少女 血の鉄仮面伝説（2010年）
- 極道兵器（2011年）
- 冷たい熱帯魚（2011年）
- 莫逆家族（2012年）
- ふがいない僕は空を見た（2012年）
- 麦子さんと（2013年）
- ばしゃ馬さんとビッグマウス（2013年）
- 愛の渦（2014年）
- お父さんと伊藤さん（2016年）
- デメキン（2017年）
- 愛の病（2018年）
- 私の奴隷になりなさい第2章 ご主人様と呼ばせてください（2018年）
- 私の奴隷になりなさい第3章 おまえ次第（2018年）
- 下忍　赤い影（2019年）
- 下忍　青い影（2019年）
- BLUE/ブルー（2021年）